# 和美 (大字)
和美，原稱和美線，是臺灣彰化縣和美鎮的主聚落及附近地區，位於該鎮西部。相較於今日行政區，其範圍大致包括四張里不含東北端、和北里、和西里、和南里、和東里、竹營里。

## 歷史
台灣清治末期至日治初期，和美地區為一街庄，稱為「和美線庄」，隸屬於線西堡。該庄北與月眉庄、頭前藔庄為鄰，東與柑仔井庄為鄰，東南邊一小段與嘉犁庄、大霞佃庄為界，南邊為七張犁庄，西邊為頂犁庄。
1901年（日治明治三十四年）11月，該庄隸屬於彰化廳。1909年（明治四十二年）10月，改隸屬於臺中廳。1920年（大正九年），該庄改制並改名為「和美」大字，隸屬於臺中州彰化郡和美庄。1943年，和美庄升格為和美街。
戰後和美街改制為和美鎮，隸屬於彰化縣，大字亦改制為里。

## 交通
縣道138號（和線路、和卿路、和平街、仁安路、彰和路三段）是線西至彰化的道路，大致以西北－東南走向經過和美地區，往西北可前往線西市區、彰化濱海工業區線西區，往東南可前往彰化。
縣道138甲線（西美路）是線西至和美的道路，位於主線北側，兩者大致平行。該道路大致以西北－東南走向進入本地區，於市區西北邊接上縣道134號。
縣道139甲線（和厝路一段、彰美路六段、永樂路、西園路）是和美塗厝至彰化的道路，大致以開口向西北的U形經過本地區，向北轉東北可前往塗厝接上縣道139號本線，向西轉南可前往草港，再轉東南可前往頂番婆、彰化。
縣道135號（中山路、中正路、鹿和路六段）是和美至溪湖的道路，北側端點在彰美路口，往南南西方向可前往頂番婆、鹿港、溪湖。
縣道134號（彰美路六段、道周路、彰美路四段）是新港至彰化的道路，大致以西北－東南走向經過本地區，往西北可前往新港，往東南可前往彰化。該道路的道周路部分為和美市區的西南側外環道，部分路段位於七張犁境內。

## 學校
- 國立和美實驗學校（特教部、高中部）
- 和美高中
- 和美國小
- 和東國小

## 文化資產
- 道東書院（國定古蹟）